# Homalomena roezelii
Homalomena roezelii là một loài thực vật có hoa trong họ Ráy (Araceae). Loài này được (Mast.) Regel mô tả khoa học đầu tiên năm 1877.